# HD81765
HD81765 — хімічно пекулярна зоря спектрального класу A1, що має видиму зоряну величину в смузі V приблизно  8,8.
Вона  розташована на відстані близько 555,6 світлових років від Сонця.